# Xã Kertsonville, Quận Polk, Minnesota
Xã Kertsonville (tiếng Anh: Kertsonville Township) là một xã thuộc quận Polk, tiểu bang Minnesota, Hoa Kỳ. Năm 2010, dân số của xã này là 94 người.